# Saint-Acheul (Amiens)
Pour l’article homonyme, voir Saint-Acheul.
Le quartier Saint-Acheul (API : /aʃœl/) s'étend à l'est de la ville d'Amiens entre les boulevards extérieurs et les communes de Longueau et de Cagny. Il connaît une notoriété mondiale depuis que le nom d'Acheuléen a été donné à une industrie lithique de la préhistoire, après la découverte au XIXe siècle de bifaces dans une carrière située dans le quartier en cours d'urbanisation.

## Histoire

### Un site préhistorique
Sur les terrasses de la Somme, dans une carrière de sable ont été découverts au XIXe siècle des bifaces décrits pour la première fois par Gabriel de Mortillet en 1872.

### Une nécropole gallo-romaine
Le long de la voie romaine reliant Samarobriva (Amiens) à Noviomagus Veromanduoum (Noyon) au lieu-dit Abladène, se trouvait une nécropole. 
Selon la tradition catholique Firmin d'Amiens qui aurait connu le martyre au début du IVe siècle, y aurait été enseveli, de même qu'Acheul et Ache, eux aussi martyrs. Ce lieu prit par la suite le nom de Saint-Acheul.

### Haut Moyen Âge, l'invention des reliques de saint Firmin-le-Martyr
Au VIe siècle, à Pâques, Honoré d'Amiens célébrant la messe à Saint-Acheul, aurait vu apparaître, dans une nuée lumineuse, la main du Christ lui apportant l'hostie, renouvelant ainsi la Cène. 
Au VIIe siècle, l’évêque Saulve guidé par une lumière céleste retrouva le lieu où reposait Firmin d'Amiens et fit transférer sa dépouille supposée dans la ville d'Amiens.

### Moyen Age central, la fondation de l'abbaye
Au XIe siècle, l'évêque d'Amiens, Roric, fonda à Saint-Acheul, une communauté de chanoines réguliers suivant la règle de saint Augustin. Cette communauté fut érigée en abbaye en 1145 par l'évêque Thierry.

### Epoque moderne, reconstruction de l'abbaye
Les bâtiments conventuels du XIe siècle furent reconstruits au XIVe siècle, puis au XVIIe siècle. L'église quant à elle, fut reconstruite dans le seconde moitié du XVIIIe siècle.

### XIXesiècleexpansion du quartier
C'est l'arrivée du chemin de fer à Amiens et Longueau, en 1846 qui fut l'accélérateur du développement du quartier qui fut loti de maisons de brique dites « amiénoises » qui se peuplèrent de familles de cheminots et d'ouvriers du textile ainsi que de petits artisans et commerçants.
L'école normale d'instituteurs fut construite à la fin du XIXe siècle à la jonction de la rue Jules Barni, de la chaussée Jules Ferry et le boulevard de Pont-Noyelles. Ce vaste monument de brique est aujourd'hui le lycée Robert de Luzarches.
Un cimetière fut créé, rue de Cagny (le cimetière Saint-Acheul ancien) où sont inhumés un certain nombre de personnalité amiénoises. On peut y voir une tombe surmontée d'une sculpture d'Auguste Rodin.
Ce cimetière est prolongé par une nécropole nationale de la Première Guerre mondiale et de l'autre côté de la rue de la 3e D.I. par le cimetière Saint-Acheul nouveau.

### Le quartier auXXesiècle
Une partie du quartier fut loti pendant l'entre-deux-guerres de maisons de « style anglais », avenue de Londres, avenue d'Edimbourg et chaussée Jules Ferry et de maisons de type « amiénoise » dans l'ensemble du quartier. Des écoles maternelles et primaires, un lycée professionnel ont été construits de même qu'une seconde église, l'église du Cœur-Immaculé-de-Marie, au carrefour des rues de Cagny, Raymond Gourdain et Edmond Rostand. Des ensembles d'habitats collectifs square du Tournaisis, rue Philéas Lebesgue ont vu le jour de même que des résidences de maisons individuelles.

## Morphologie du quartier
Le quartier se structure de part et d'autre des axes routiers :
- la chaussée Jules Ferry qui relie à partir du boulevard de Pont-Noyelles le quartier à Longueau ;
- la rue de Cagny qui relie le boulevard de Pont-Noyelles à Cagny ;
- la rue de la 3e D.I. qui relie le boulevard de Bapaume à la rue de Prague et au quartier Amiens sud-est.

Des voies transversales relient les espaces lotis à ces voies principales. L'essentiel de l'habitat est composé de maisons individuelles en brique mais aussi de lotissements habitats collectifs dans la seconde moitié du XXe siècle dans le secteur de la rue Condorcet et la partie supérieure de la rue de Cagny.